# Leichtathletik-Weltmeisterschaften 2023/Teilnehmer (Usbekistan)
| Goldmedaillen | Silbermedaillen | Bronzemedaillen |
| ------------- | --------------- | --------------- |
| —             | —               | —               |

Der Leichtathletikverband von Usbekistan nahm an den Leichtathletik-Weltmeisterschaften 2023 in Budapest teil. Vier Athletinnen und ein Athlet wurden vom usbekischen Verband nominiert.

## Ergebnisse

### Männer

#### Sprung/Wurf
| Athlet        | Disziplin  | Qualifikation | Qualifikation | Finale     | Finale |
| Athlet        | Disziplin  | Weite/Höhe    | Platz         | Weite/Höhe | Platz  |
| ------------- | ---------- | ------------- | ------------- | ---------- | ------ |
| Anvar Anvarov | Weitsprung | NM            | NM            | DNQ        | DNQ    |

### Frauen

#### Laufdisziplinen
| Athletin              | Disziplin | Vorlauf | Vorlauf | Halbfinale | Halbfinale | Finale | Finale |
| Athletin              | Disziplin | Zeit    | Platz   | Zeit       | Platz      | Zeit   | Platz  |
| --------------------- | --------- | ------- | ------- | ---------- | ---------- | ------ | ------ |
| Yekaterina Tunguskova | Marathon  |         |         |            |            | DNS    | DNS    |

#### Sprung/Wurf
| Athletin            | Disziplin  | Qualifikation | Qualifikation | Finale     | Finale |
| Athletin            | Disziplin  | Weite/Höhe    | Platz         | Weite/Höhe | Platz  |
| ------------------- | ---------- | ------------- | ------------- | ---------- | ------ |
| Safina Saʼdullayeva | Hochsprung | 1,80 m        | 29            | DNQ        | DNQ    |
| Sharifa Davronova   | Dreisprung | 13,66 m       | 24            | DNQ        | DNQ    |

#### Siebenkampf
| Athletin            | Disziplin | 100 m Hürden | Hochsprung | Kugelstoßen | 200 m   | Weitsprung | Speerwurf | 800 m       | Punkte | Platz |
| ------------------- | --------- | ------------ | ---------- | ----------- | ------- | ---------- | --------- | ----------- | ------ | ----- |
| Yekaterina Voronina | Ergebnis  | 14,77 s      | 1,77 m     | 13,15 m     | 25,48 s | 5,71 m     | 50,02 m   | 2:14,03 min | 5922   | 16    |
| Yekaterina Voronina | Punkte    | 872          | 941        | 737         | 843     | 762        | 861       | 906         | 5922   | 16    |